# Slag bij Kraśnik

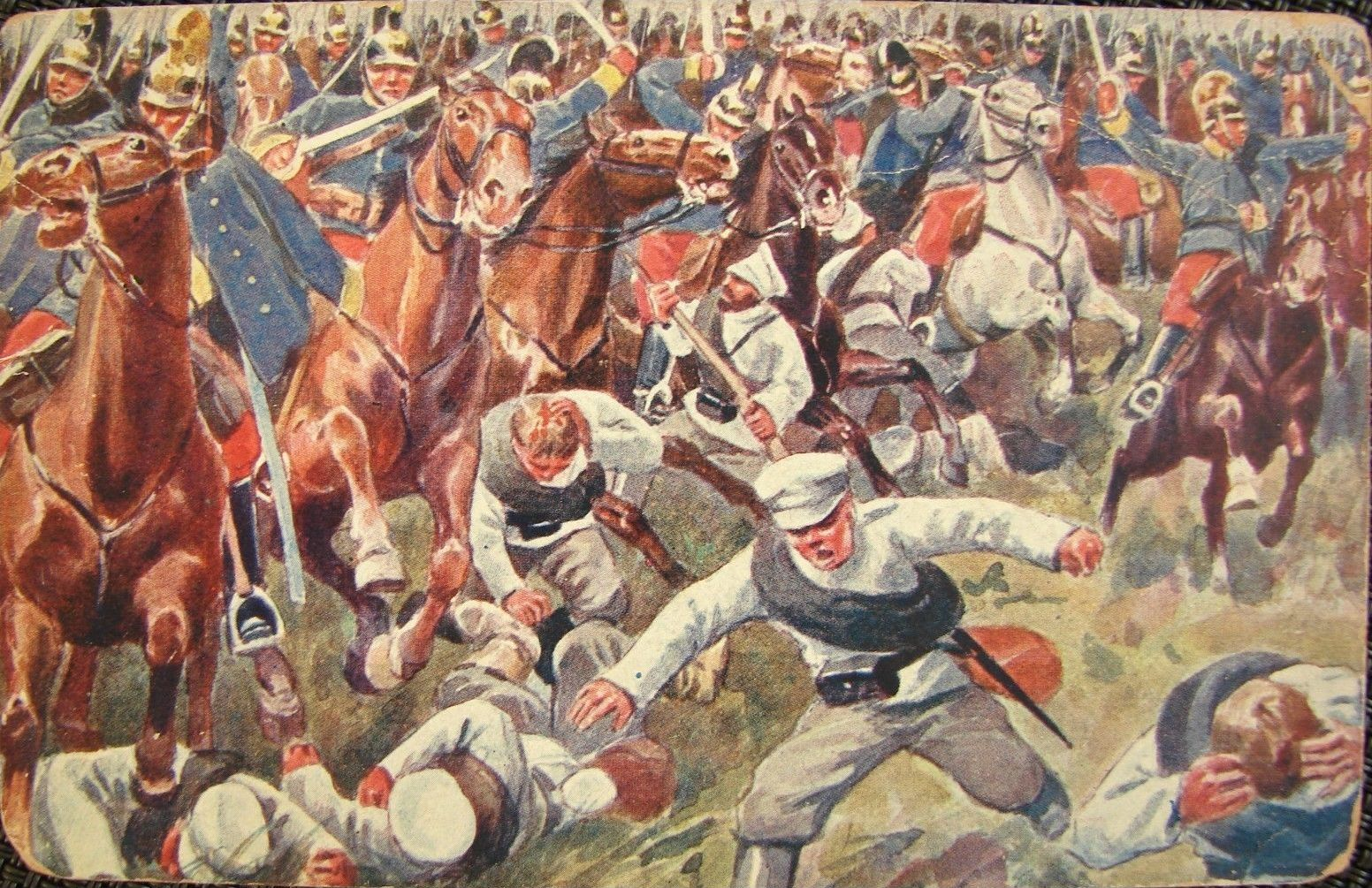
Postkaart van de slag

De Slag bij Kraśnik was de eerste grote veldslag tussen Oostenrijk-Hongarije en het Russische Keizerrijk in de Eerste Wereldoorlog van 23 augustus tot 25 augustus 1914, waarbij het 1e Leger van Oostenrijk-Hongarije onder bevel van Viktor Dankl von Kraśnik het 4e Russische Leger een zware nederlaag toebracht bij Kraśnik in het koninkrijk Galicië en Lodomerië, thans in Polen. 

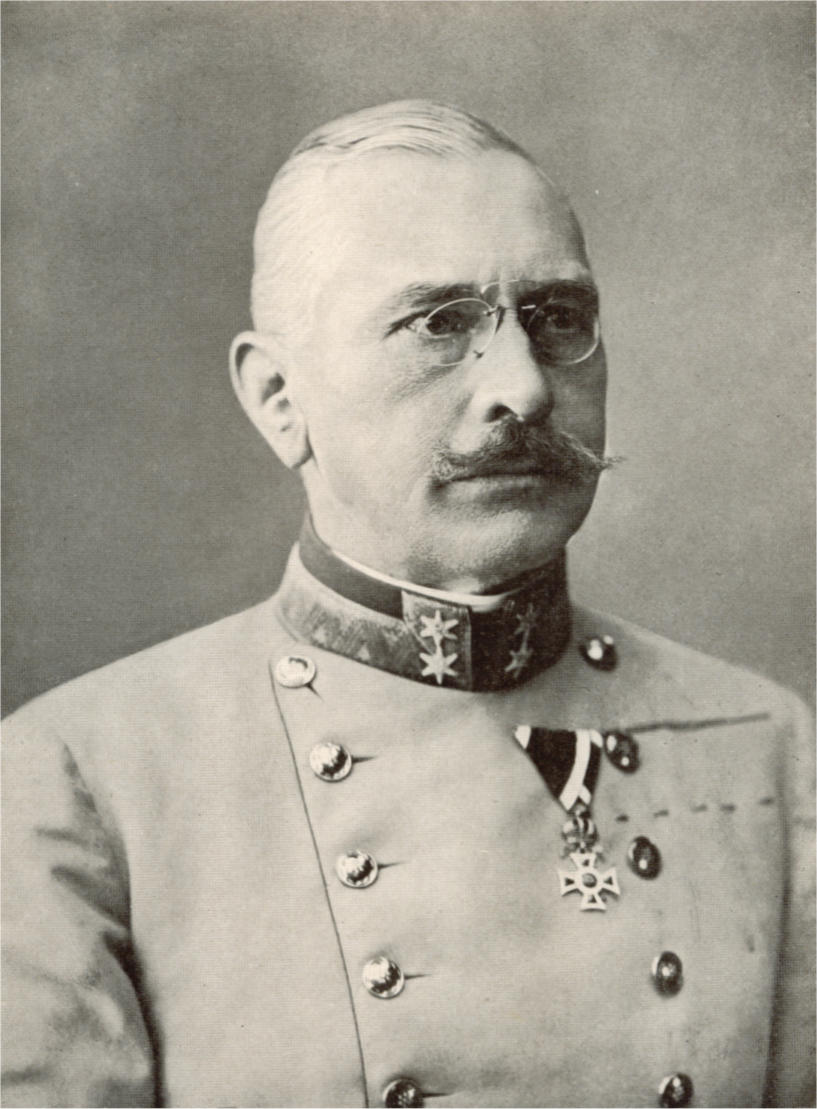
Graaf Viktor Dankl von Krásnik

## Voorafgaande
Midden augustus 1914 waren er in noordelijk en oostelijk Galicië voortdurend schermutselingen tussen verkenners en ruiters van Oostenrijk-Hongarije en Rusland. Beide landen mobiliseerden hun legers en bewogen ze naar de grenzen.
De bevelhebber van het Russisch Zuidwestelijk front, generaal Nikolaj Ivanov stuurde zijn 4e en 5e Legers langs Lublin en Chełm naar de noordelijke grens van het koninkrijk Galicië en Lodomerië. Tot 23 augustus waren die troepen al 75 km op Duits grondgebied in Oost-Pruisen.
Oostenrijk-Hongarije had tegen 20 augustus de stad Miechów ten noorden van Krakau bezet zonder strijd, maar verder weinig gebied veroverd.

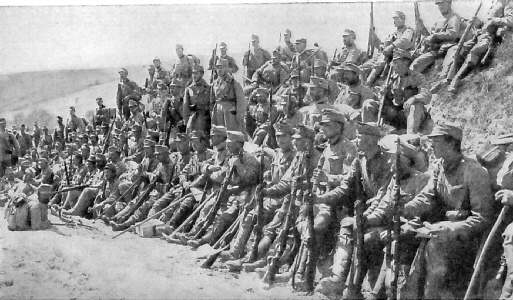
Troepen van Oostenrijk-Hongarije eten tijdens hun opmars

De stafchef van Oostenrijk-Hongarije, generaal graaf Franz Conrad von Hötzendorf gaf het 1e Leger bevel om in de richting van Lublin contact met de vijand te zoeken, de tegenstander naar Brest te verdrijven en samen met een Duitse operatie in de richting van Siedlce de ongunstige toestand van Congres-Polen bij het front recht te trekken. Het 1e Leger lag aan de San en trok op 20 augustus over de noordgrens van Galicië.
De linkerflank was gedekt door de oostelijke oever van de Weichsel en aan de westelijke oever bij Sandomierz trok de cavalerie van generaal Heinrich Kummer von Falkenfeld op. Het 4e Leger trok op langs de oostelijke flank.
De legers van Oostenrijk-Hongarije waren in de meerderheid en namen een betere uitgangsstelling in. Het 1e Leger telde 10,5 divisies infanterie en twee divisies cavalerie.
Het Russisch 4e Leger beschikte maar over 6,5 divisies infanterie, maar wel met 3,5 divisies cavalerie ter versterking.
De generale staf van het gemeenschappelijk leger stuurde de groep van Heinrich Kummer von Falkenfeld van de westelijke oever van de Weichsel ter hulp, wat de stafchef van het Russisch zuidwestelijk front, Michail Aleksejev niet verwacht had.

## De veldslag
Op 22 augustus beval generaal Dankl een offensief naar het noorden om naar Lublin door te breken.
Generaal Michail Aleksejev gaf te laat bevel tot spoed aan het achtergebleven 5e Leger van generaal Pavel von Plehve om de linker flank te komen dekken.
Op 22 augustus op de rechtervleugel trok het 10e Korps van Generaal der Infanterie Hugo Meixner von Zweienstamm met de 2e, 24e en 45e Divisies zonder strijd over de Tanew naar het noorden in de richting van Biłgoraj.
Op 23 augustus viel de 3e Divisie Cavalerie van luitenant-veldmaarschalk ridder Adolf von Brudermann op bevel van Generaal der Cavalerie graaf Karl von Kirchbach auf Lauterbach aan ten oosten van Annapol. In het midden drong het 5e Korps van Feldzeugmeister Paul Puhallo von Brlog met de 14e en 33e Divisies over Janów langs beide oevers van de Bystrzyca naar het noorden. Ze drongen het Russische 14e Legerkorps van generaal Woyshin-Murdas en het 16e Legerkorps van generaal Geisman terug.
Op 23 augustus vocht Zweienstamm met zijn 10e Korps tegen de Russische grenadiers van generaal Josif Ivanovitsj Mrozovski op de linie Polichna – Turobin tot aan Wieprz.
Op 24 augustus namen de 5e en 46e Divisies Kraśnik in.
De 12e Divisie van luitenant-veldmaarschalk Paul Kestranek dekte de westelijke flank tot aan de Weichsel
Op 24 en 25 augustus rukte de linkervleugel van het 1e Leger op om de Russen te omsingelen. Baron Anton Jegorovitsj von Saltza trok daarom terug achter de Chlodelbach. Hij werd vervangen door generaal Aleksej Evert.

## Onderscheidingen
De Oostenrijkse opperbevelhebber Dankl werd bevorderd tot kolonel-generaal en werd commandeur in de Orde van Maria Theresia, kreeg een baronie en werd in de adelstand verheven tot graaf en mocht “von Kraśnik” achter zijn naam voegen.
Generaal-majoor Carl Gustaf Emil Mannerheim, die het bevel had gevoerd over de brigade garde van Ulanen van het 4e Leger kreeg de Orde van Sint-George.
Stallupönen · Gumbinnen · Tannenberg · Lemberg · Kraśnik · 1e Mazurische Meren · Przemyśl · Wisła · Łódź · Karpaten · Bolimov · 2e Mazurische Meren · Gorlice-Tarnówoffensief · Grote Russische terugtrekking · Narotsjoffensief · Švenčionysoffensief · Broesilovoffensief · Kerenskioffensief · Operatie Albion · Operatie Faustschlag